# Piper canaliculum
Piper canaliculum är en pepparväxtart som beskrevs av M. Tebbs. Piper canaliculum ingår i släktet Piper och familjen pepparväxter. Inga underarter finns listade i Catalogue of Life.